# Нерјунгрински рејон
Нерјунгрински рејон или Нерјунгрински улус (рус. Нерюнгринский район) је један од 34 рејона Републике Јакутије у Руској Федерацији. Представља један од најпријатнијих за живљење и најнасељенијих рејона ове републике. Налази се на крајњем југу Јакутије и заузима површину од 93.000 км². 
Рејон је познат по мрежи термоелектрана па је због тога дуго представљао пословни центар за електричну енергију Руског далеког истока. Рејон има повољан географски положај па је повезан са Транссибирском жељезницом и луком Охотск.
Највеће насеље у рејону и административни центар је град Нерјунгри (рус. Нерюнгри). 
Укупан број становника рејона је 85 800 (2010).
Иако су Руси најбројни народ, у рејону влада етничка шароликост, тако да је Нерјунгрински рејон дом за 150 различитих народа.